# Noah Dollenmayer
Noah Patrick Dollenmayer García (Thousand Oaks, 26 ottobre 1999) è un calciatore dominicano con cittadinanza statunitense, difensore dell'El Paso Locomotive e della nazionale dominicana.

## Carriera

### Nazionale
Convocato per la prima volta dalla nazionale maggiore dominicana nel marzo del 2025, ha esordito il 21 marzo, nell'amichevole terminata 2-2 contro Porto Rico, segnando il gol del momentaneo pareggio. Nello stesso anno è stato convocato per la Gold Cup.

## Statistiche

### Presenze e reti nei club
Statistiche aggiornate al 15 giugno 2025.
| Stagione                  | Squadra                   | Campionato                | Campionato | Campionato | Coppe nazionali | Coppe nazionali | Coppe nazionali | Coppe continentali | Coppe continentali | Coppe continentali | Altre coppe | Altre coppe | Altre coppe | Totale | Totale | Totale |
| Stagione                  | Squadra                   | Comp                      | Pres       | Reti       | Comp            | Pres            | Reti            | Comp               | Pres               | Reti               | Comp        | Pres        | Reti        | Pres   | Reti   |        |
| ------------------------- | ------------------------- | ------------------------- | ---------- | ---------- | --------------- | --------------- | --------------- | ------------------ | ------------------ | ------------------ | ----------- | ----------- | ----------- | ------ | ------ | ------ |
| mar.-ago. 2023            | Los Angeles FC 2          | MNP                       | 16         | 0          | -               | -               | -               | -                  | -                  | -                  | -           | -           | -           | 16     | 0      |        |
| apr.-mag. 2023            | Los Angeles FC            | MLS                       | 0          | 0          | USOC            | 2               | 0               | CCL                | -                  | -                  | LC          | -           | -           | 2      | 0      |        |
| ago.-nov. 2023            | El Paso Locomotive        | USLC                      | 10+1       | 1          | USOC            | -               | -               | -                  | -                  | -                  | -           | -           | -           | 11     | 1      |        |
| 2024                      | El Paso Locomotive        | USLC                      | 29         | 0          | USOC            | 1               | 0               | -                  | -                  | -                  | -           | -           | -           | 30     | 0      |        |
| 2025                      | El Paso Locomotive        | USLC                      | 2          | 0          | USOC+USLCup     | 2+1             | 0               | -                  | -                  | -                  | -           | -           | -           | 5      | 0      |        |
| Totale El Paso Locomotive | Totale El Paso Locomotive | Totale El Paso Locomotive | 41+1       | 1          |                 | 4               | 0               |                    | -                  | -                  |             | -           | -           | 46     | 1      |        |
| Totale carriera           | Totale carriera           | Totale carriera           | 57+1       | 1          |                 | 6               | 0               |                    | -                  | -                  |             | -           | -           | 64     | 1      |        |

### Cronologia presenze e reti in nazionale
| Cronologia completa delle presenze e delle reti in nazionale ― Rep. Dominicana | Cronologia completa delle presenze e delle reti in nazionale ― Rep. Dominicana | Cronologia completa delle presenze e delle reti in nazionale ― Rep. Dominicana | Cronologia completa delle presenze e delle reti in nazionale ― Rep. Dominicana | Cronologia completa delle presenze e delle reti in nazionale ― Rep. Dominicana | Cronologia completa delle presenze e delle reti in nazionale ― Rep. Dominicana | Cronologia completa delle presenze e delle reti in nazionale ― Rep. Dominicana | Cronologia completa delle presenze e delle reti in nazionale ― Rep. Dominicana |
| Data                                                                           | Città                                                                          | In casa                                                                        | Risultato                                                                      | Ospiti                                                                         | Competizione                                                                   | Reti                                                                           | Note                                                                           |
| ------------------------------------------------------------------------------ | ------------------------------------------------------------------------------ | ------------------------------------------------------------------------------ | ------------------------------------------------------------------------------ | ------------------------------------------------------------------------------ | ------------------------------------------------------------------------------ | ------------------------------------------------------------------------------ | ------------------------------------------------------------------------------ |
| 21-3-2025                                                                      | Bayamón                                                                        | Porto Rico                                                                     | 2 – 2                                                                          | Rep. Dominicana                                                                | Amichevole                                                                     | 1                                                                              |                                                                                |
| 25-3-2025                                                                      | Santiago de los Caballeros                                                     | Rep. Dominicana                                                                | 2 – 0                                                                          | Porto Rico                                                                     | Amichevole                                                                     | -                                                                              |                                                                                |
| 6-6-2025                                                                       | Città del Guatemala                                                            | Guatemala                                                                      | 4 – 2                                                                          | Rep. Dominicana                                                                | Qual. Mondiali 2026                                                            | -                                                                              |                                                                                |
| 10-6-2025                                                                      | Santo Domingo                                                                  | Rep. Dominicana                                                                | 5 – 0                                                                          | Dominica                                                                       | Qual. Mondiali 2026                                                            | 1                                                                              |                                                                                |
| 14-6-2025                                                                      | East Rutherford                                                                | Messico                                                                        | 3 – 2                                                                          | Rep. Dominicana                                                                | Gold Cup 2025 - 1º turno                                                       | -                                                                              | 61’                                                                            |
| 18-6-2025                                                                      | Arlington                                                                      | Costa Rica                                                                     | 2 – 1                                                                          | Rep. Dominicana                                                                | Gold Cup 2025 - 1° turno                                                       | -                                                                              |                                                                                |
| 22-6-2025                                                                      | Arlington                                                                      | Rep. Dominicana                                                                | 0 – 0                                                                          | Suriname                                                                       | Gold Cup 2025 - 1° turno                                                       | -                                                                              | 16’                                                                            |
| Totale                                                                         |                                                                                | Presenze                                                                       | 7                                                                              |                                                                                | Reti                                                                           | 2                                                                              |                                                                                |